# Diszkrét eloszlás
Azoknak a valószínűségi változóknak nevezzük az eloszlását diszkrétnek, melyek 1 valószínűséggel vesznek fel értékeket egy olyan halmazból, aminek megszámlálhatóan sok eleme van.
Formálisan: az X valószínűségi változó eloszlását diszkrétnek nevezzük ⇔ ∃ H = {x1, x2, … , xi, …} : P(X ∈ H) = 1. (Nyilván |H| = ℵ0.)
Szemléletesen ez azt jelenti, hogy a diszkrét eloszlású valószínűségi változó olyan, amivel kapcsolatban fel lehet sorolni, hogy milyen értékeket tud felvenni (0-nál nagyobb valószínűséggel). Ilyen például az a valószínűségi változó ami azt írja le, hogy egy lottó sorsoláson mi lesz az elsőnek kihúzott szám. A felvehető értékek az 1 és 90 közötti egész számok.
Nem diszkrét eloszlású például az a valószínűségi változó, ami a [0,1] intervallumon egyenletes eloszlású, vagyis ami 0 és 1 között bármilyen valós értéket felvehet és bármelyik [0,1] által tartalmazott intervallumba pont olyan valószínűséggel esik, mint az adott intervallum hossza. Ez a valószínűségi változó ugyanis bármely xi ∈ [0,1] értéket 0 valószínűséggel veszi fel. Bárhogy választunk ki megszámlálható sok ilyen elemet, az együttes valószínűségük továbbra is 0 lesz. Ha viszont úgy választunk egy részhalmazt [0,1]-ből, hogy abból a részhalmazból 1 valószínűséggel vegyen fel értéket, akkor megmutatható, hogy ennek a részhalmaznak az elemei nem sorolhatóak fel, vagyis nem alkotnak megszámlálható halmazt.
A diszkrét eloszlású valószínűségi változók a valószínűségi változók egy igen fontos osztályát alkotják. Speciális tulajdonságuknál fogva matematikai szempontól jól viselkednek. Például a valószínűségi változó várható értékének általános
képlete helyett (mely mérték szerinti integrál vagy Lebesgue-Stieltjes-integrál kiszámítását igényelné) a diszkrét eloszlású változók esetében használhatjuk a
képletet, (ahol pi annak a valószínűségét jelöli, hogy a valószínűségi változó az xi értéket veszi fel) ami többnyire sokkal egyszerűbben számítható.

## Lásd még
- Nulla valószínűségű esemény